# 1947 في تركيا
فيما يلي قوائم الأحداث التي وقعت خلال عام 1947 في تركيا.

## ظهور
- 29 أكتوبر – سالوم

## كتب
من الكتب التي صدرت هذه السنة في تركيا:
- 1 يناير – الرجل عديم الجدوى من تأليف سعيد فائق عباسي.

## مواليد

### يناير
- 1 يناير – أرنديز أتاسو
- 1 يناير – إيرول ايفغن ممثل تركي.
- 1 يناير – سيميل توران لاعب كرة قدم تركي.
- 1 يناير – فوسون أونال
- 1 يناير – فيسان سايك طبيبة تركية.

### فبراير
- 27 فبراير – دينيز غزمش سياسي تركي.

### نوفمبر
- 6 نوفمبر – مسعود يلماز

## وفيات

### فبراير
- 17 فبراير – شويكار (مواليد 1876)

### أبريل
- 23 أبريل – محمد شرف الدين يالتقايا (مواليد 1879) سياسي تركي.